# Le Château hanté
Le Château hanté je francouzský němý film z roku 1897. Režisérem je Georges Méliès (1861–1938). Jedná se o remake snímku Le Manoir du diable z roku 1896. Ve Spojených státech amerických vyšel pod názvem The Devil's Castle a ve Velké Británii pod názvem The Haunted Castle. Film byl později kolorován.

## Děj
Dva muži vejdou do místnosti na zámku. První muž připraví židli pro posezení svému pánovi a poté odběhne. Šlechtic se chce posadit, ale židle se přesune. Když se k ní šlechtic přiblíží, objeví se na ní duch. Poté se na místě objeví lidská kostra a potom rytíř. Nakonec se před ním objeví satan. Šlechtic chce utéct, ale před cestu se mu postaví duch.